# Montañas Arfak
Las montañas Arfak son una cordillera que se encuentra en la península de Doberai, en el oeste de la isla de Nueva Guinea perteneciente a  Indonesia. Es una cordillera remota y abrupta, que alcanza los 2350 m s. n. m., siendo la población más cercana Manokwari. Estas montañas son un importante y amenazado enclave para la biodiversidad que forma parte de la ecorregión de las selvas de montaña de Vogelkop.